# Robert Boehringer

Robert Boehringer im Alter von 21 Jahren

Robert Boehringer (* 30. Juli 1884 in Winnenden; † 9. August 1974 in Genf) war ein deutscher Lyriker, Publizist und Unternehmer.

## Leben
Robert Boehringer – Sohn eines Chemiefabrikanten und Bruder des Archäologen Erich Boehringer – verbrachte die Kindheit und Jugend in Basel. Er studierte an der Universität Basel und wurde zum Dr. phil. promoviert. Bis 1920 leitete er die Firma C. H. Boehringer in Ingelheim. Vom selben Jahr an bis zu seinem Rückzug aus dem Berufsleben 1931 war er maßgeblich am Aufbau der Firma Hoffmann-La Roche in Basel beteiligt. 1930 zog er nach Genf. 
Nach dem Ausbruch des Zweiten Weltkriegs gab Boehringer auf äußeren Druck seine deutsche Staatsangehörigkeit auf und wurde Schweizer. Er begründete das Hilfswerk Commission mixte de Secours de la Croix Rouge Internationale und arbeitete nach dem Krieg bei der J. R. Geigy AG für chemische Produkte zur Seuchenbekämpfung.
Boehringer war seit 1905 Mitglied des Kreises um den Lyriker Stefan George, zu dessen engsten Vertrauten er zählte und der ihn auch zum Erben und Nachlassverwalter bestimmte. Gemeinsam mit Frank Mehnert und Berthold Schenk Graf von Stauffenberg verwaltete er in den 1930er und 1940er Jahren den literarischen und persönlichen Nachlass des Dichters. 1959 gründete er, gemäß dem in Georges Testament gegebenen Auftrag, die Stefan George Stiftung als künftige Nachlassverwalterin und Rechtsnachfolgerin sowie das Stefan George Archiv. Er veröffentlichte mehrere Werke zu George. Besonders wichtig ist sein zweibändiges Werk Mein Bild von Stefan George, das viele Bilder und Zeugnisse zu George enthält. Vielbeachtet war auch der von ihm herausgegebene Briefwechsel zwischen George und Hugo von Hofmannsthal. Weitere Werke sind Über das Leben von Gedichten, Bildnisse und Nachweise und Das Antlitz des Genius.
Boehringer wurde in Florenz bestattet.

## Nachwirkung
Der Nachlass Boehringers wird im Bundesarchiv verwahrt.
In seiner Geburtsstadt Winnenden wurde eine Hauptschule, heute Gesamtschule, nach ihm benannt.

## Auszeichnungen
- Ehrenbürgerwürde der Stadt Winnenden (1954)
- Großes Verdienstkreuz der Bundesrepublik
- Ehrenpromotion der Universität Tübingen
- Ehrenzeichen des Deutschen Roten Kreuzes
- Ehrenbürgerwürde der Stadt Bingen
- 1963 Ehrenmitglied des Deutschen Archäologischen Instituts
- Ehrenpromotion der Universität Basel (1959)
- Ehrenbürger der Stadt Ingelheim (1974)

## Veröffentlichungen
Autor
- Das Antlitz des Genius. Platon. Hirt, Breslau 1935.
- Das Antlitz des Genius. Homer. Hirt, Breslau 1937.
- Homer. Bildnisse und Nachweise. Band I: Rundwerke. Gemeinsam mit Erich Boehringer. Breslau 1939.
- Sang der Jahre [Gedichte], Aarau 1944.
- Mein Bild von Stefan George. 2 Bände (Bild- und Textband), Helmut Küpper vormals Georg Bondi, Düsseldorf/München 1951 (2. Auflage 1968).
- Der Herr Vetter. Mit Zeichnungen von Karl Dick. Solitude, Stuttgart 1954.
- Der Genius des Abendlandes. Klett-Cotta, Stuttgart 1972 ISBN 978-3-608-98260-2

Herausgeber
- Briefwechsel zwischen George und Hofmannsthal. Bondi, Berlin 1938.
- Stefan George. Friedrich Gundolf. Briefwechsel. Gemeinsam mit Georg Peter Landmann. Küpper vormals Bondi, München 1962.
- Erich Boehringer, Leben und Wirken, Küpper, Düsseldorf 1973 ISBN 3-7835-0150-4